# 3444 Степанян
3444 Степанян (3444 Stepanian) — астероїд головного поясу, відкритий 7 вересня 1980 року.
Тіссеранів параметр щодо Юпітера — 3,379.